# Ulica Hubska we Wrocławiu
Ulica Hubska (do 1945 Huben Strasse, 1945-1948 r. ulica Pionierów Wrocławskich) – ulica we Wrocławiu, niegdyś główna droga/ulica przebiegająca przez wieś Huby (niem. Huben, obecnie osiedle Huby) na trakcie z Wrocławia do Strzelina. Obecnie liczy około 1,34 km długości, biegnie z północnego wschodu na południowy zachód i stanowi początkowy odcinek drogi wojewódzkiej nr 395.

## Historia

### do połowy XIX wieku

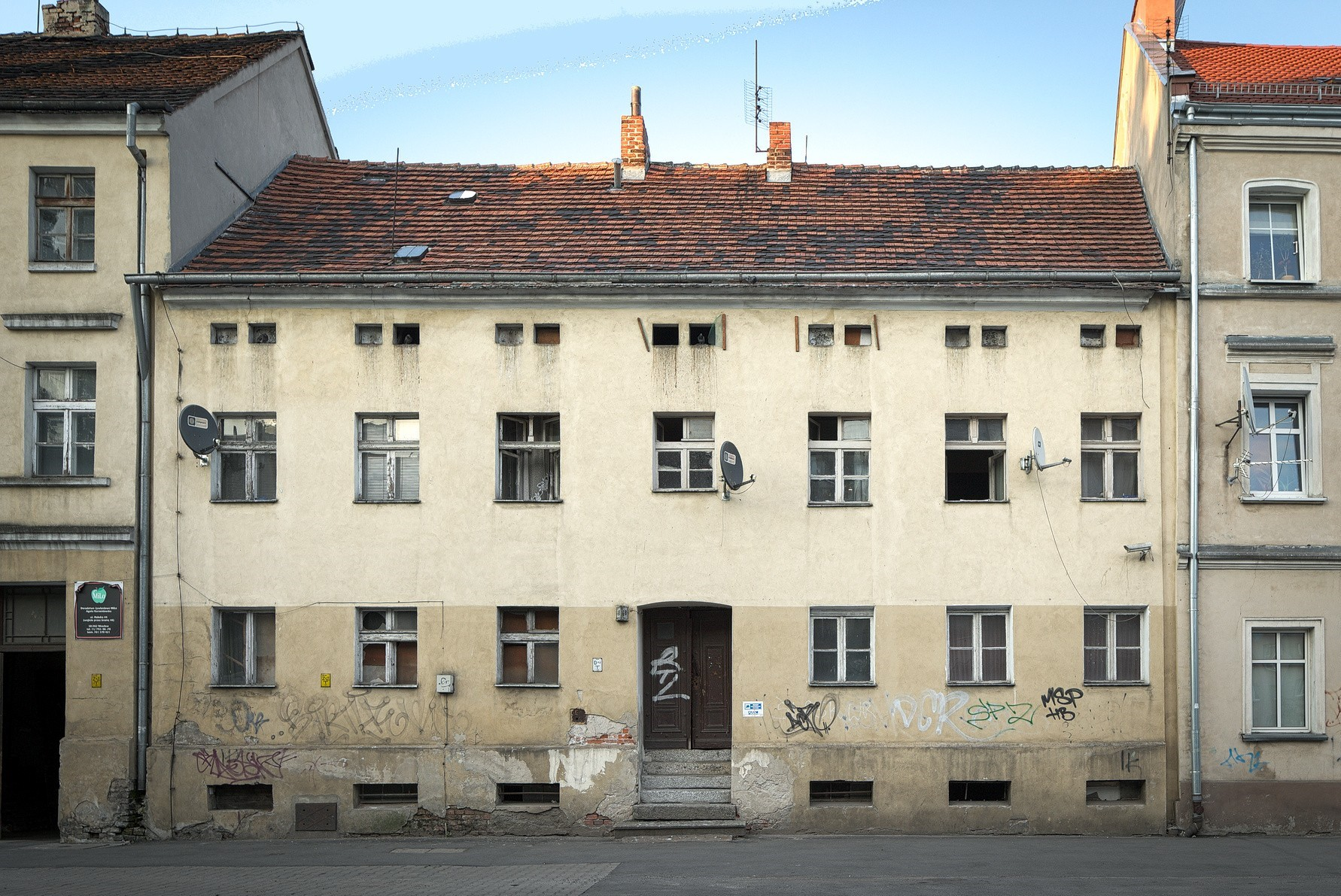
Najstarszym zachowanym do XXI w. domem przy ulicy Hubskiej (i wciąż zamieszkanym) jest budynek nr 48, wybudowany w I połowie XIX w.

Dawna wieś Huby, od której wywodzi się nazwa ulicy, jest częścią dawnej osady powstałej w 1346 r. określanej łacińską nazwą „Nova villa” (lub polską – „Nowa Wieś”). Później przyjęło się nazywać ją staroniemieckim mianem Leimgrouben, potem Lehmgruben, tj. „glinianki”. Wieś, która pozostawała własnością zakonu joannitów od XIV wieku aż do sekularyzacji dóbr klasztornych w 1810, rozwijała się głównie w rejonie dzisiejszej ul. Glinianej (osiedle w tej części miasta nosiło nazwę Glinianki) i w miarę swej rozbudowy sięgnęła aż do okolic dzisiejszej Hubskiej, położonej na wschód od Glinianej; po pewnym czasie wyodrębniła się z niej oddzielna osada, którą określano niemiecką nazwą Huben, czyli „łany” albo „włóki”.

### od połowy XIX w. do 1945 r.
Ulica Hubska od około 1810 do 1850 roku łączyła dzisiejszą ulicę Pułaskiego (dawniej „Zaułek Szubieniczny”, Galgen Gasse, później „ulica Bracka”, Brüder Strasse) z Szosą Strzelińską (niem. Strehlener Chaussee, później Strehlenerstrasse, dziś ciąg ulic: Bardzka-Buforowa). Wybudowana (w latach 40. XIX wieku) linia Kolei Górnośląskiej przecięła ten trakt, a rozbudowa infrastruktury kolejowej i umieszczenie torów na nasypie w połowie XIX wieku spowodowało, że ulica Hubska została odcięta od Brüder Strasse (Pułaskiego). Późniejsza budowa Dworca Głównego (który zastąpił zbyt ciasny Dworzec Górnośląski) po kolejnych kilkunastu latach wymusiła potrzebę ponownego odtworzenia tego połączenia drogowego, co zrealizowano w latach 1868–1870 budując wiadukt pod torami (na wschód od starego dworca).
Miejska zabudowa wzdłuż ulicy powstawała od połowy XIX wieku, głównie po włączeniu wsi Huby w granice Wrocławia (1868; wówczas nazwano ją ulicą Hubską, czyli Huben Strasse) – w okresie 1870-1914, kiedy powstawały kamienice czynszowe wzdłuż pierzei zachodniej. Później, w latach 30. XX wieku, powstało osiedle mieszkaniowe spółdzielni „Dewog” (Deutsche Wohnungsfürsorgegesellschaft).
Oprócz zabudowy mieszkaniowej od lat 40. XIX wieku budowano przy tej ulicy warsztaty kolejowe związane z powstającym tu zalążkiem węzła Kolei Górnośląskiej i w miarę rozwoju infrastruktury kolejowej postępowała rozbudowa obiektów wspomagających. Miejska linia zabudowy ulicy zatwierdzona została w 1882, a brukowaną nawierzchnię położono tu w 1887 roku. Zaczęły się pojawiać też obiekty przemysłowe (m.in. od 1894 browar Roberta Haina, późniejszy Browar Mieszczański, obecnie już nieczynny, przy Hubskiej 44).

### po roku 1945

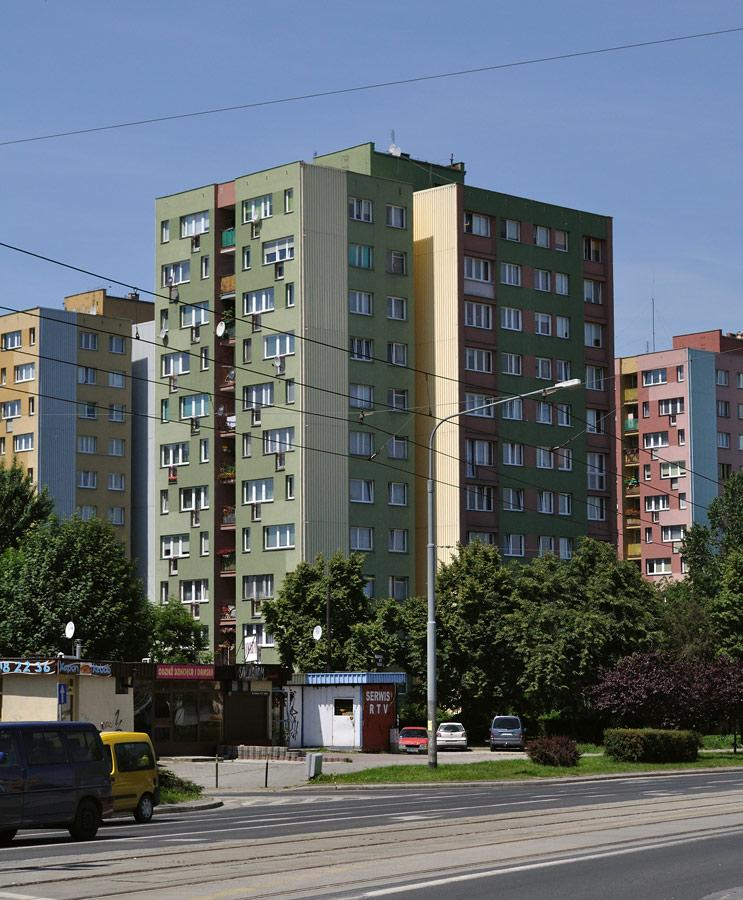
Zabudowa wielkopłytowa, Hubska 123h123

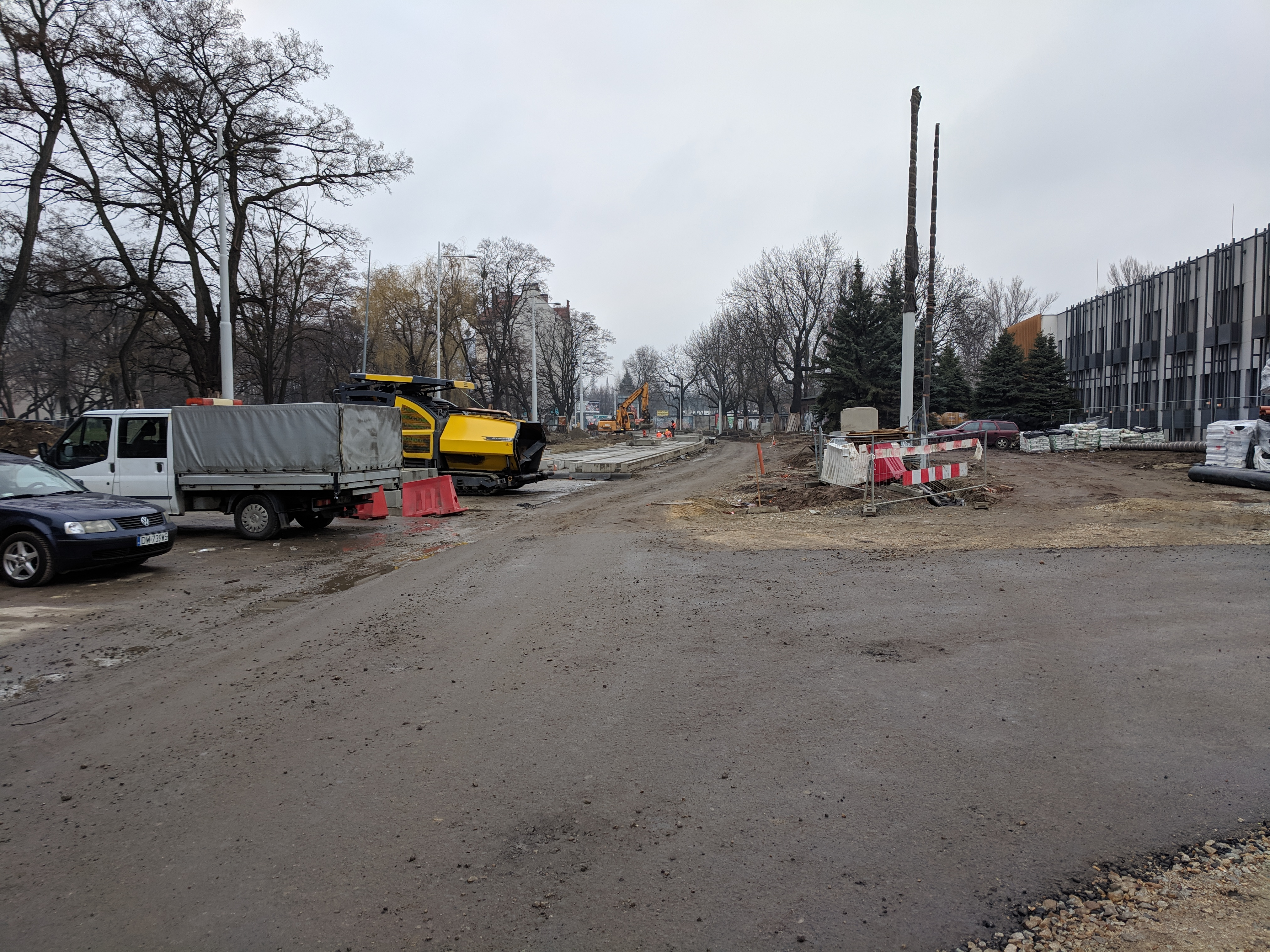
Budowa trasy tramwajowej na odcinku od ul.Glinianej do ul.Dyrekcyjnej (marzec 2019)

Podczas oblężenia Festung Breslau w 1945 zabudowa ulicy w znacznym stopniu legła w gruzach, w znacznym stopniu za sprawą działań tzw. „Brandkommandos”, które przystąpiły do systematycznego niszczenia budynków po wypędzeniu z nich – pod koniec lutego 1945 – wszystkich mieszkańców (o tych działaniach przy ul. Hubskiej wspomina dwukrotnie (ok. 28 lutego i 14 marca) w swoich zapiskach ks. Paul Peikert, autor Kroniki dni oblężenia Wrocławia 22.I – 6.V.1945).
Przez około 15 lat po kapitulacji Niemiec polska administracja miasta dokonała jedynie rozminowania, wyburzenia obiektów nienadających się do odbudowy, uporządkowania terenu oraz odbudowania budynków, które uznano za nadające się do remontu. Na miejscu wyburzeń w latach 1959–1990 powstały m.in. bloki z wielkiej płyty, m.in. w ramach budowy osiedla mieszkaniowego „Huby”, a także zabudowania handlowe i usługowe oraz produkcyjne: pierwszym powojennym blokiem mieszkalnym był 4-piętrowy budynek wybudowany w 1959 r. na działkach nr 69-81; na parcelach Hubska 6-16 powstała w czasach PRL dyrekcja kolportażu prasy „Ruch”; na parcelach Hubska 84-86 znajduje się supermarket „Lidl”, na parcelach Hubska 96-100 zlokalizowano powstałą w 1949 roku Spółdzielnię Inwalidów „Przyszłość”; na parcelach 102-116 w roku 1996 wybudowany został sklep „Billa”; na kolejnej posesji, pod numerem 118 przed I wojną światową znajdował się przytułek dla psów, na którego miejscu powstała stacja benzynowa.
Na odcinku od skrzyżowania z ul. Glinianą do końca, do ul. Bardzkiej, środkiem ulicy przebiega dwutorowa linia tramwajowa, której gruntowny remont przeprowadzono w 2018 roku. Miasto Wrocław zdecydowało, aby linię tramwajową poprowadzić ulicą Hubską jeszcze dalej na północ, od skrzyżowania z Glinianą aż do ulicy Pułaskiego. W związku z tym spółka Wrocławskie Inwestycje przeprowadziła postępowanie przetargowe obejmujące zadanie pod nazwą „Budowa trasy tramwajowej w ul. Hubskiej na odcinku od ul. Glinianej do ul. Dyrekcyjnej we Wrocławiu”. Roboty zakończyły się w pierwszym półroczu 2019 r.
Przez nową trasę tramwajową na ulicy Hubskiej przebiega przywrócona w 2019 roku na nowej trasie linia tramwajowa „16”: Tarnogaj–ZOO.